# Traité de Pampelune
 (octobre 2015).
Avignon (1365) Guérande (1365)
La trêve d'Avignon négociée par le pape pour régler la guerre prévoyait une suspension d'arme pour le 6 mars 1365. Elle fut suivie d'un traité signé à Saint-Denis ce même jour. 
Charles II le Mauvais se trouvant dans son fief de Navarre, ratifia le traité à Pampelune en mai 1365. De façon très explicite il était demandé à Charles II de Navarre de rendre les villes de Mantes et de Meulan, de restituer à Bertrand Du Guesclin la seigneurie de Longueville. En échange, Charles V de France offrait au roi de Navarre une partie de la baronnie de Montpellier. Les partisans de chaque camp obtenaient l'amnistie, exception faite de Robert Le Coq. Concernant Jean de Grailly, celui-ci était libéré en échange d'une rançon. 
Concernant le problème de succession du duché de Bourgogne qui fut à l'origine des hostilités entre la France et la Navarre, il incombait au pape Urbain V de statuer sur le devenir du duché de Bourgogne.